# Туризм в Красноярском крае
Туризм в Красноярском крае — часть туризма в России на территории Красноярского края.
До реформирования государственное управление туризмом в крае осуществляло Министерство спорта, туризма и молодёжной политики Красноярского края.
После реформы государственное управление в сфере туризма осуществляет агентство по туризму Красноярского Края, возглавляемое Ю. В. Верхушиной 

## История развития туризма в Красноярском крае
В советское время Красноярский край был закрытым регионом для иностранных туристов, кроме Хакасской автономной области, входившей в то время в состав края, Минусинска и Шушенского.
17 апреля 1970 года было принято Постановление Красноярского краевого комитета КПСС от «Об усилении борьбы с антиобщественными проявлениями в отношении иностранных туристов». Был усилен контроль деятельности организаций, обслуживающих иностранных туристов. Красноярский краевой комитет КПСС и Хакасский областной комитет КПСС были контролирующими органами по развитию иностранного туризма на территории Хакасии и юга Красноярского края.
23 мая 1972 года было принято Постановление Хакасского областного комитета КПСС «О мерах по улучшению приема и обслуживания прибывающих в СССР зарубежных делегаций» в котором основой для экскурсионных маршрутов для иностранных туристов были обозначены основные туристские достопримечательности региона: ленинские места в Шушенском и Минусинске, Саяно-Шушенская ГЭС, а также Абаканский областной краеведческий музей. Первыми иностранными туристами в 1972 году стали граждане Чехословацкой Социалистической Республики, Германской Демократической Республики и Польши, для которых были организованы однодневные туры из-за сложности с обеспечением комфортабельного размещения. По указанию Красноярского Совета по туризму и экскурсиям базы «Росгалантерея» и «Роскульторг» обеспечивали туристические организации юга Красноярского края и Хакасской автономной области сувенирами для иностранных туристов, которые продавались в гостинице «Хакасия» и киосках аэропорта.
Красноярский краевой совет по туризму вел работу по повышению квалификации работников туриндустрии. В июне 1978 года гиды-переводчики ВАО «Интурист» для повышения ответственности вошли в номенклатуру Абаканского городского комитета КПСС. Гиды-экскурсоводы и переводчики регулярно проходили областные курсы повышения квалификации, а также курсы в Институте повышения квалификации Госкоминтуриста СССР в Москве. Работники общепита, лекторы музея-заповедника «Шушенское» и Абаканского отделения «Интурист» каждый год проходили переаттестацию. Краснодарское краевое управление общепита и бюро агентства «Интурист» проводило обучение на двухдневном семинаре по приему и обслуживанию иностранных туристов для поваров, официантов и буфетчиков шушенского ресторана «Огни Саян». Для внештатных экскурсоводов агентством «Интурист» были разработаны методические рекомендации по организации приема иностранных туристов, в которых описывались задачи приема гостей, а также порядок проведения экскурсий.
- Историко-этнографический музей-заповедник «Шушенское»
- Природный парк «Ергаки»
- Туристический знак «Смотровая площадка «ЦАРЬ-РЫБА». 23-й км автодороги Енисей
- Плавучая гостиница «Литва» в Красноярске

## Виды туризма в Красноярском крае

### Событийный туризм
С 2003 года в Шушенском ежегодно проходит международный фестиваль этнической музыки и ремёсел «МИР Сибири», посвященный музыкальным и ремесленным традициям народов Сибири. Учредители фестиваля — министерство культуры Красноярского края, администрация Шушенского района при поддержке Министерства культуры Российской Федерации. В рамках фестиваля на главной фестивальной площадке выступают известные исполнители этнической музыки из России и других стран, а также участники конкурса музыкальной премии «МИРА». На других площадках проходят демонстрация интерактивных арт-объектов, проводятся танцы и игры народов мира, проводятся мастер-классы декоративно-прикладного творчества и выставка-ярмарка изделий художественных промыслов и ремесел, реконструкции обрядов и народные оздоровительные практики, мастер-классы профессиональных поваров по приготовлению блюд традиционной сибирской кухни, мастер-классы по пилению и раскалыванию дров, парению в бане и другие. В 2018 году в рамках национальной премии «Russian Event Awards», которая является отраслевой наградой и присуждается по итогам открытого конкурса проектов за достижения в области развития индустрии событийного туризма фестиваль «МИР Сибири» стал победителем в номинации «Туристическое событие по популяризации народных традиций и промыслов».

### Экологический туризм
Экологический туризм в Красноярском крае относится к перспективным видам туризма.
Популярными у туристов особо охраняемыми природными территориями являются национальный природный парк «Шушенский бор» и биосферный заповедник «Столбы». Однако, стоит отметить, что популярность заповедника «Столбы» у красноярцев большей частью обусловлена массовой рекреацией выходного дня, чем туризмом. В 1947 году в туристско-экскурсионном районе заповедника «Столбы» супругами Еленой Крутовской и Джеймсом Дулькейтом создан «Живой уголок» для содержания пострадавших от браконьеров животных, который в 2000 году стал основой зоопарка «Роев ручей».
В природном парке «Ергаки» разработана система маркированных троп, по которым можно попасть ко всем основным достопримечательностям.
Одним из популярных видов экологического туризма является конный туризм. В Красноярском крае развитие этого вида туризма обусловлено тем, что в регионе разведение лошадей является традиционным для населения.
Основное направление организованного туризма на Таймыре — объект ЮНЕСКО плато Путорана, на котором развиваются пеший, лыжный, водный туризм, альпинизм. На территории плато расположен Путоранский заповедник. Посещение плато Путорана труднодоступно: летом и осенью на плато можно попасть катером, зимой и весной — снегоходом, в период ледостава и вскрытия рек и озёр — судном на воздушной подушке, круглогодично — вертолётом. Большинство природных достопримечательностей плато расположено на территории заповедников. Чтобы попасть на территорию заповедника или в охранную зону, нужно получить разрешение ФГБУ «Заповедники Таймыра».

### Скалолазание
Жители Красноярска для активного отдыха и занятия спортом посещают национальный парк «Красноярские Столбы». За это время возникло и сформировалось общественное движение — «столбизм», для которого характерны занятие скалолазанием и общение в неформальной обстановке в природных условиях. Первые «столбисты» появились в Красноярске более 150 лет тому назад. Главным занятием столбистов было лазание по скалам, прохождение новых маршрутов, называемых лазами, на вершины скальных выходов — столбов. Люди приходили на столбы группами и несколько дней жили в тайге. Это привело к формированию устойчивых групп скалолазов, которые получили название «компания». Каждая компания имела своё индивидуальное название и имела своё место обитания, свою избу, в которой они жили. Компания выбирала себе название, избирала руководителей, вырабатывала устав. В советское время популярность походов на «Столбы» возросла. Были построены новые избы, также появились компании «подкаменщиков», которые в отличие от «избушечников», организовывали свои стоянки под камнями. С возникновением и становлением в Советском Союзе спортивного скалолазания столбисты были одними из первых, кто принял активное участие в развитии данного вида спорта. Популярность «Столбов» как места отдыха по сей день, однако, стоит отметить, что популярность заповедника «Столбы» у красноярцев большей частью обусловлена массовой рекреацией выходного дня, чем туризмом.

### Горнолыжный туризм
В Дивногорске функционирует горнолыжный центр «Филаретов ключ». Действует трасса длиной протяженностью 1200 метров, шириной 40-60 метров и перепадом высот 230 метров, которая уплотняется ратраком. Комплекс оборудован бугельным подъемником, имеет вечернее освещение и пологий учебный склон для начинающих. Пропускная способность комплекса составляет 1000—1500 человек в день.
В национальном парке «Красноярские Столбы» около Красноярска в 2006—2007 годах был построен горнолыжный комплекс «Бобровый лог», самый крупный за Уралом горнолыжный и рекреационный комплекс. В комплексе оборудовано 15 спусков различных уровней сложности, сезон катания длится с ноября по апрель. Трассы имеют искусственное оснежнение. Для туристов предлагаются родельбан, зорбинг, зипрайдер, два катка, спа-центр, баня с джакузи. «Бобровый лог» входит в список лучших горнолыжных курортов России.
На горнолыжном комплексе «Гора Отдельная», расположенном около Норильска сезон катания длится с конца октября до начала июня, но при этом в самые холодные месяцы приостанавливается. У подножия горы организовано несколько «зеленых» и «синих» трасс для начинающих лыжников, ближе к вершине организованы «красные» и «черные» трассы для опытных лыжников. Также есть возможность фрирайда по целинному снегу.
Также в Красноярском крае имеются горнолыжные комплексы «Ергаки», «Белая корона», «Канский», «Каштак», «Манский вираж», «Николаевская сопка», «Тормозаковский мост».
- Пристань в Енисейске
- Открытие XXIX Всемирной зимней универсиады в Красноярске
- Скала Дед в национальном парке «Красноярские Столбы»
- Рыбалка на Енисее

### Лечебно-оздоровительный туризм
На юге Красноярского края имеются значительные запасы рекреационно-бальнеологических ресурсов в виде источников минеральных вод и грязей. Действуют санатории «Сосновый Бор», «Малый Кызыкуль», «Красноярское Загорье» (Балахтинский район), «Туманный», «Учум» и другие, также есть возможность отдыха на пляжах озёр Минусинского района: Тагарском, Малый Кызыкуль, Большой Кызыкуль, Вьюшкова.
Лечебные свойства минеральной воды и грязей озера Тагарское были отмечены в 1870-х годах. В 1920 году на озере была организована здравница. В 1947 году курорт закрыли, и на его месте начал работать костно-туберкулёзный санаторий. В 1979 году был открыт санаторий-профилакторий «Сосновый бор». В настоящее время это климатический и бальнеологический курорт.

### Сельский туризм
Сельский туризм в Красноярском крае относится к перспективным видам туризма. Министерство культуры Красноярского края выделяет субсидии на организацию туристско-рекреационных зон и поддержку инициатив по развитию сельского туризма. Министерство сельского хозяйства Красноярского края проводит конкурсы грантов сельскохозяйственным товаропроизводителям на развитие несельскохозяйственных видов деятельности в сельской местности, включая развитие сельского туризма. Создана ассоциация сельского туризма Красноярского края.

### Круизный туризм
В Красноярском крае можно воспользоваться возможностью совершить речной круиз по Енисею из Красноярска в заполярную Дудинку. В начале 2000-х по Енисею ходили около полутора десятка теплоходов, крупнейший из которых четырёхпалубный «Антон Чехов». С 1978 года теплоход «Антон Чехов» отправился в свой первый рейс по Енисею до Красноярска, где проработал до 2003 года, совершая круизы из Красноярска, где считался не только флагманом Енисейского пассажирского флота, но и самым красивым судном.
По состоянию на 2020 год средний возраст пассажирского флота на Енисее более 28 лет. Наиболее крупные пассажирские теплоходы на Енисее — «Александр Матросов» и «Валерий Чкалов». Их возраст более 60 лет.

### Промышленный туризм
Среди индустриальных достопримечательностей региона, популярных у любителей данного типа туризма наиболее посещаемые Красноярская гидроэлектростанция рядом с Дивногорском в 23 км от Красноярска и Саяно-Шушенская. Рядом с плотиной Красноярской ГЭС находится и судоподъёмник Красноярской ГЭС.
- Туристы в национальном парке «Красноярские Столбы»
- Почтовый блок России, посвященный XXIX Всемирной зимней универсиаде 2019 года в г. Красноярске
- Туристическая палатка в природном парке «Ергаки»
- Фестиваль «Nauka 0+» в Красноярске